# 扬·斯瓦托普卢克·普雷斯尔

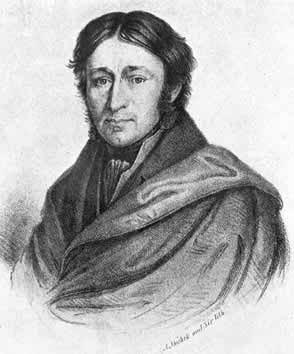

扬·斯瓦托普卢克·普雷斯尔（捷克語：Jan Svatopluk Presl）（1791年9月4日—1849年4月6日），捷克植物学家和化学家。
他出生于布拉格，1816年，在布拉格卡尔-腓迪南大学获得医学博士学位。
他的弟弟卡尔·勃利沃日·普雷斯尔（1794年-1852年）也是一位植物学家，他曾编著许多种科学分支的术语捷克语著作，包括《捷克语化学术语表》，捷克植物学会为了纪念这兄弟俩，将学会的主要刊物命名为《普雷斯利亚》（Preslia）。